# Čisovice
Čisovice (německy Tschisowitz) jsou obec v okrese Praha-západ ve Středočeském kraji, asi 24 km jižně od Prahy. Žije zde přibližně 1 200 obyvatel.
Čisovicemi a Bojovem protéká Bojovský potok, jehož údolím je vymezena poloha obou vesnic, přes jižní část Čisovic do něj zprava přitéká Zahořanský potok.

## Historie
První písemná zmínka o vsi se váže k roku 1037, kdy zdejší včelaře (Cvsowicyh debitores mellis) věnoval kníže Břetislav I. ostrovskému klášteru. Dle jazykovědce Antonína Profouse původní podoba názvu zněla Tisovice a pocházela od osobního jména Tis, snad motivovaného někdejším hojným výskytem tisů v okolí.
V obci byla bohatá ložiska cihlářské hlíny a ještě k roku 1939 byly v obci čtyři cihelny. Největší z nich, “panská”, produkovala ročně až 120 tisíc cihel.
V době německé okupace (na podzim roku 1943) došlo k zatýkání občanů v Čisovicích za přechovávání osoby, která byla nepřátelská Říši. Hned 24. září 1943 bylo popraveno na Pankráci šest osob (nejmladší bylo 18 let) a o rok později další žena (po narození jejího dítěte). Další osoby byly uvězněny v německých káznicích.

## Obecní správa
- Bojov (k. ú. Čisovice)
- Čisovice (k. ú. Čisovice)

K obci patří také Vítův Palouk.
Sousedními obcemi sídla jsou Líšnice, Bojanovice, Hvozdnice, Mníšek pod Brdy, Bratřínov a Zahořany.

### Územněsprávní začlenění
Dějiny územněsprávního začleňování zahrnují období od roku 1850 do současnosti. V chronologickém přehledu je uvedena územně administrativní příslušnost obce v roce, kdy ke změně došlo:
- 1850 země česká, kraj Praha, politický okres Smíchov, soudní okres Zbraslav[4]
- 1855 země česká, kraj Praha, soudní okres Zbraslav
- 1868 země česká, politický okres Smíchov, soudní okres Zbraslav
- 1927 země česká, politický okres Praha-venkov, soudní okres Zbraslav[5]
- 1939 země česká, Oberlandrat Praha, politický okres Praha-venkov, soudní okres Zbraslav[6]
- 1942 země česká, Oberlandrat Praha, politický okres Praha-venkov-jih, soudní okres Zbraslav[7]
- 1945 země česká, správní okres Praha-venkov-jih, soudní okres Zbraslav[8]
- 1949 Pražský kraj, okres Praha-jih[9]
- 1960 Středočeský kraj, okres Praha-západ
- 2003 Středočeský kraj, obec s rozšířenou působností Černošice

## Společnost

### Rok 1932
V obci Čisovice (přísl. Bojov, 718 obyvatel, poštovna) byly v roce 1932 evidovány tyto živnosti a obchody: 3 cihelny, družstvo pro rozvod elektrické energie v Čisovicích, 4 hostince, kolář, 2 kováři, malíř, 2 mlýny, obuvník, obchod s lahvovým pivem, 5 řezníků, 4 obchody se smíšeným zbožím, spořitelní a záložní spolek pro Čisovice, truhlář.

### Současnost
V obci se nachází základní škola (1.–5. třída), školka, knihovna a pošta.

## Obyvatelstvo

### Vývoj obyvatelstva
Počet obyvatel je uváděn za Čisovice podle výsledků sčítání lidu včetně místních části, které k nim v konkrétní době patří. Je patrné, že stejně jako v jiných menších obcích Česka počet obyvatel v posledních letech roste. V celé čisovické aglomeraci nicméně žije necelých 2 tisíce obyvatel.
| 1869 | 1880 | 1890 | 1900 | 1910 | 1921 | 1930 | 1950 | 1961 | 1970 | 1980 | 1991 | 2001 | 2011 |
| ---- | ---- | ---- | ---- | ---- | ---- | ---- | ---- | ---- | ---- | ---- | ---- | ---- | ---- |
| 779  | 776  | 774  | 701  | 719  | 703  | 702  | 808  | 850  | 780  | 725  | 603  | 703  | 984  |

| 1869 | 1880 | 1890 | 1900 | 1910 | 1921 | 1930 | 1950 | 1961 | 1970 | 1980 | 1991 | 2001 | 2011 |
| ---- | ---- | ---- | ---- | ---- | ---- | ---- | ---- | ---- | ---- | ---- | ---- | ---- | ---- |
| 128  | 133  | 137  | 139  | 144  | 148  | 177  | 392  | 243  | 234  | 236  | 297  | 313  | 358  |

## Pamětihodnosti
- Kaple Navštívení Panny Marie v horní části obce (1854)
- Kaple v Bojově (1897)
- Pomník padlým z první světové války (1921)

### Památné stromy
- Tis červený – vedle Kulturního domu v centru obce
- Dub letní – v polích nad rybníkem Bouškovák

## Osobnosti
- František Xaver Svoboda – spisovatel
- Josef Vlk – legionář
- Zdeněk Kudrna – sedminásobný mistr republiky – závodník na ploché dráze
- Alfréd Stržínek – mistr republiky v běhu a člen štafety 4 × 800 m, která v roce 1953 překonala světový rekord
- Václav Novák – mistr republiky v boxu a mistr republiky v lehké váze v r. 1935

## Doprava

### Dopravní síť
Do obce vedou silnice III. třídy.

### Autobusová doprava 2024
Autobusovou dopravu v obci Čisovice zajišťuje společnost Martin Uher. Obec je součástí Pražské integrované dopravy (PID). V obci se nacházejí zastávky Čisovice, Čisovice,Pod Horou, Čisovice,U Školy a Čisovice,Žel.st. Na území Bojova se nacházejí zastávky Čisovice,Bojov, Čisovice,Bojov,Višňovka a Čisovice,Bojov,Žel.st. Autobusová linka 449 spojuje Mníšek pod Brdy s Bratřínovem, Čisovicemi, Bojovem, Klíncem a Jílovištěm a na druhou stranu s Řitkou a Líšnicí.

### Železniční doprava 2024
Obcí prochází jednokolejná regionální železniční trať 210 Praha–Vrané nad Vltavou–Dobříš, která byla uvedena do provozu v roce 1897. V obci se nachází železniční stanice Čisovice. V místní čisti Bojov se nacházejí železniční zastávky Bojov a Bojanovice. Na všech třech místech zastavují osobní vlaky linky S88. Tyto vlaky, provozované společností České dráhy, jezdí z Prahy přes Vrané nad Vltavou, Měchenice a pokračují dále do Mníšku pod Brdy a Dobříše. O sobotách, od března do října, jezdí mezi Prahou hlavním nádražím a Dobříší vlak s názvem Brdský motoráček, a to na lince T8, provozovaný společností KŽC Doprava. Během letních prázdnin vyjíždí turistický vlak Cyklohráček, který jede z Prahy do Dobříše, odkud se vrací zpět do Prahy.

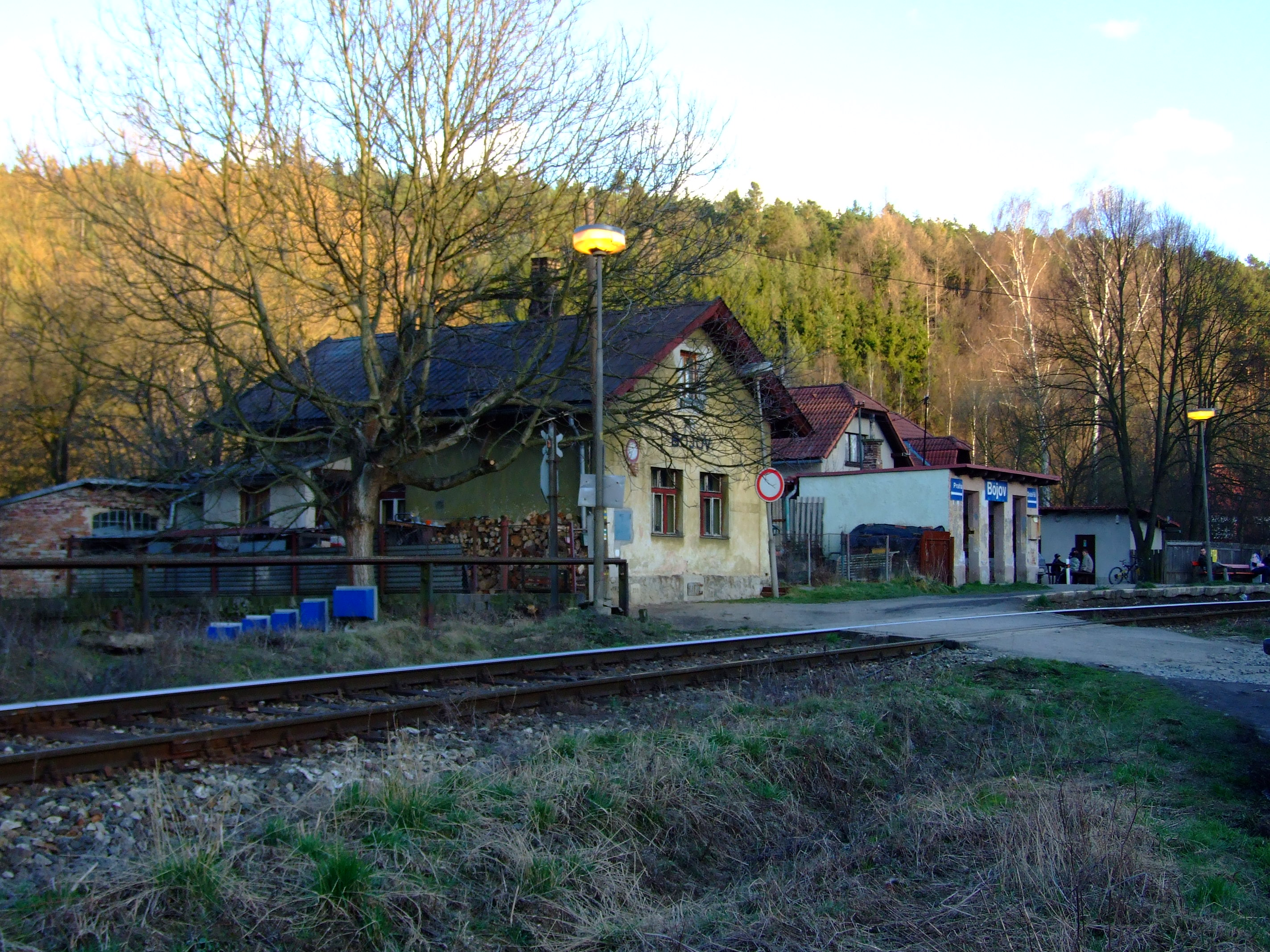
Železniční zastávka Bojov

## Turistika
- Obec leží mezi turisticky atraktivními lesnatými hřebeny Mníšecka. Pěší turistické značení do samotných Čisovic nezasahuje, od železniční zastávky Bojanovice však vede modře značená trasa na jih do Bojanovic a k říčce Kocábě. Na severním okraji obce, u železniční zastávky Bojov, je rozcestí zeleně a žlutě značené trasy, rozbíhajících se z tohoto místa do čtyř směrů.
- Z Mníšku pod Brdy do Bojova vede po silnici cyklotrasa č. 8130 (v roce 1992 tu vedla cyklotrasa č. 152 Osov – Všenory). U železniční zastávky Bojov na ni navazuje modře značený okruh systému cyklotras regionu Mníšecko. Ten prochází z Mníšku pod Brdy také po lesní hřebenové asfaltce v jižní části katastrálního území Čisovic.